# Prêmio de Física Marian Smoluchowski - Emil Warburg
O Prêmio de Física Marian Smoluchowski - Emil Warburg (em alemão:  Marian-Smoluchowski-Emil-Warburg-Physikpreis) é concedido desde 1997 a cada dois anos a um físico alemão e um polonês alternadamente pela Deutsche Physikalische Gesellschaft (DPG) e a Sociedade Física Polonesa (Polskie Towarzystwo Fizyczne, PTF) por realizações notáveis em física pura ou aplicada. Entra no ranking dos prêmios binacionais de física da DPG. O prêmio está dotado com 3 000 €, associado a uma medalha de prata e é atribuído em memória de Marian Smoluchowski e Emil Warburg, cujos retratos estão na medalha.
De acordo com os estatutos de 2007, uma das duas sociedades faz uma proposta de dois a três físicos, a outra sociedade (anfitriã) escolhe. Os físicos não precisam ser membros do DPG ou PTF, mas o centro de seu trabalho tem que estar em um dos dois países.
É concedido com apoio da Fundação Meyer Viol.

## Recipientes
- 1997/1998 Andrzej Bialas
- 1999 Ludger Wöste
- 2001 Janusz A. Zakrzewski
- 2003 Fritz Haake
- 2005 Andrzej Warczak
- 2007 Andrzej Buras
- 2009 Andrzej L. Sobolewski
- 2011 Peter Fulde
- 2013 Krzysztof Redlich
- 2015 Werner Hofmann
- 2017 Andrzej Michał Oleś
- 2019 Peter Hänggi
- 2021 Grzegorz Karczewski